# Gavin Newsom
Gavin Newsom (n. 10 octombrie 1967, California, SUA) este un politician și om de afaceri american, care din data de 7 ianuarie 2019 este guvernatorul Californiei. Acesta a ocupat și funcția de primar al orașului San Francisco în perioada 2004–2011, precum și funcția de locotenent de guvernator sub guvernatorul Jerry Brown (1975–1983, 2011–2019). Newsom este membru al Partidului Democrat.

## Guvernatorul Californiei
Newsom a fost ales guvernator în 2018 și reales în 2022.

### Conflictul cu Donald Trump din 2025
În urma protestelor din iunie 2025 din Los Angeles cauzate de politicile anti-migrație ale Administrației Trump, precum și de deportările greșite efectuate de ICE, Președintele Statelor Unite ale Americii Donald Trump, a mobilizat Garda Națională a Californiei fără acordul lui Newsom, astfel până în prezent (14 Iunie 2025) Garada Națională rămâne sub control federal. De asemenea Trump a propus arestarea acestuia.
Ca răspuns la aceste acțiuni, Newsom l-a dat în judecată pe Trump în 9 iunie 2025.